# روبرتو پتزتا
روبرتو پتزتا (به ایتالیایی: Roberto Pezzetta)؛ (زادهٔ ۱ ژانویهٔ ۱۹۴۶ میلادی) هنرمند و طراح صنعتی اهل ایتالیا است.
او فعالیت طراحی محصول خود را در سال ۱۹۶۹ میلادی در لوازم‌خانگی زوپاس آغاز کرد و در آنجا به ایجاد تیم داخلی طراحی صنعتی کمک کرد.
در نیمه دوم دهه ۱۹۷۰، پس از تجربه کوتاهی به عنوان رئیس طراحی در نوردیکا (چکمه‌های اسکی)، به زانوسی و لوازم الکتریکی آن بازگشت و از سال ۱۹۸۲ میلادی مسئولیت مرکز طراحی صنعتی را بر عهده گرفت. در سال ۱۹۸۴ میلادی شرکت زانوسی با گروه الکترولوکس ادغام شد و مرکز طراحی صنعتی زانوسی به یکی از سه مرکز طراحی اصلی که الکترولوکس در سراسر جهان داشت (استکهلم، پوردنونه، کلمبوس) تبدیل شد.
شغل حرفه‌ای روبرتو پتزتا به‌طور ناگسستنی با شرکت بزرگ چندملیتی که او در آن کار می‌کرد گره خورده بود. مراحل این حرفه بی‌شمار بود و زانوسی دیزاین بیش از بیست سال با نام پتزتا گره خورد. چیزی که او را غیرمعمولی و دور از تعریف مدیریت طراحی فعلی در الکترولوکس زانوسی می‌کرد، این واقعیت بود که او دارای یک علامت خاص خودش بود که آثارش را برجسته می‌کرد و همچنین تعهد شخصی او در طراحی محصولات. از ژانویه ۲۰۰۲ میلادی، او مدیر خلاق طراحی گروه الکترولوکس با عنوان معاون طراحی شد.
در سال ۲۰۰۵ میلادی با رسیدن به سن بازنشستگی این سمت را ترک کرد و اکنون مشاور طراحی صنعتی است. او در ژوئن ۲۰۱۶ میلادی «جایزۀ حرفه‌ای پرگار طلا» را دریافت کرد.
اشتیاق به کار و اعتقاد به اینکه حرفه‌ای بودن طراح از تجربیات زاییده در زمینه‌های مختلف انرژی می‌گیرد، همواره او را به سمت حوزه‌های مختلف در کاربرد طراحی صنعتی سوق داده‌ است. در واقع، او با بسیاری از شرکت‌ها و نمایش‌ها همکاری می‌کند و با موضوعاتی دربارهٔ طراحی صنعتی در شعاع ۳۶۰ درجه روبرو می‌شود.

او مجذوب دنیای ارتباطات است (در یکی از آخرین کارهای خود به دنیای واقعیت افزوده نیز پرداخت) و پروژه‌های او به راه‌حل فنی رسمی محدود نمی‌شود، بلکه بیشتر به تحقیق در مورد شیئی می‌پردازد که می‌تواند خود را با شخصیت، ذوق و طنز زیاد بیان کند. در اکتبر ۲۰۰۳ میلادی، نمایشگاهی با عنوان «کارخانه و… رؤیاها» در اودرتزو به آثار او اختصاص داده شد؛ که نه تنها خلاصه‌ای از کارهای انجام شده برای زانوسی الکترولوکس در بازۀ زمانی سال‌های ۱۹۸۲ تا ۲۰۰۲ میلادی زمانی که او مستقیماً مسئول مرکز طراحی بود، بلکه به کارهایی که در طول سال‌ها برای بسیاری از شرکت‌های دیگر انجام داده بود نیز اختصاص داشت. این نمایشگاه در یک ویدیوی کوتاه مستند شده‌ است: آثار روبرتو پتزتا در یوتیوب.
«هرچه قطر دانش خود را بیشتر کنید، شعاع نادانی شما بیشتر می‌شود. نمودار قدیمی … تقریباً برای همه حرفه‌‌ای‌ها مصداق دارد … به خصوص برای طراح!»
...

«یک طراح خوب باید کمی هنرمند، مهندس، روانشناس، جامعه‌شناس، برنامه‌ریز، بازاریاب و یک ارتباط‌دهندۀ خوب باشد؛ کمی از هر چیزی و کمی از همه چیز.»

## جوایز
- جایزۀ پرگار طلا؛ ۱۹۸۱ میلادی در طراحی صنعتی زانوسی.
- جایزهٔ حرفه‌ای پرگار طلا؛ ۲۰۱۶ میلادی.
- جایزۀ پرگار طلا در طراحی محصول؛ سال‌های ۱۹۸۷، ۱۹۸۹، ۱۹۹۱، ۲۰۰۸ میلادی.
- سه جایزۀ افتخاری پرگار طلا؛ سال‌های ۱۹۹۸، ۲۰۰۱، ۲۰۰۴ میلادی.
- دو مدال طلا در دوسالانه‌های طراحی لیوبلیانا؛ بیو ۱۲، بیو ۱۹.
- سالن هنرهای داخلی – پاریس؛ ۱۹۹۰ میلادی.
- طراحی صنعتی خوب، هلند؛ سال‌های ۱۹۸۷، ۱۹۹۱، ۱۹۹۹، ۲۰۰۱ میلادی.
- طراحی پرستیژ در برنو؛ ۱۹۹۷ میلادی.
- جایزۀ طراحی MCMXCVIII؛ شانزدهمین نمایشگاه بین‌المللی هاوانا، کوبا؛ ۱۹۹۸ میلادی.
- جوایز «طراحی خوب» در آتنائوم شیکاگو؛ سال‌های ۱۹۹۹، ۲۰۰۰، ۲۰۰۱، ۲۰۰۲، ۲۰۰۳، ۲۰۰۴، ۲۰۰۹ میلادی.
- جایزۀ کی‌بی‌دی (بریتانیا)؛ ۲۰۰۳ میلادی.
- جایزۀ طراحی محصول آی‌اف؛ ۲۰۰۵ میلادی.
- جایزۀ طراحی رد دات؛ ۲۰۰۵ میلادی.